# Стражи Галактики (киновселенная Marvel)
Стра́жи Гала́ктики (англ. Guardians of the Galaxy) — команда супергероев и протагонистов из медиафраншизы «Кинематографическая вселенная Marvel» (КВМ), основанная на одноимённой команде из комиксов Marvel, созданной Дэном Абнеттом и Энди Леннингом. Команда состоит из межгалактических преступников, которые объединяются для защиты Галактики от разного рода угроз из космоса.

## Концепция и создание

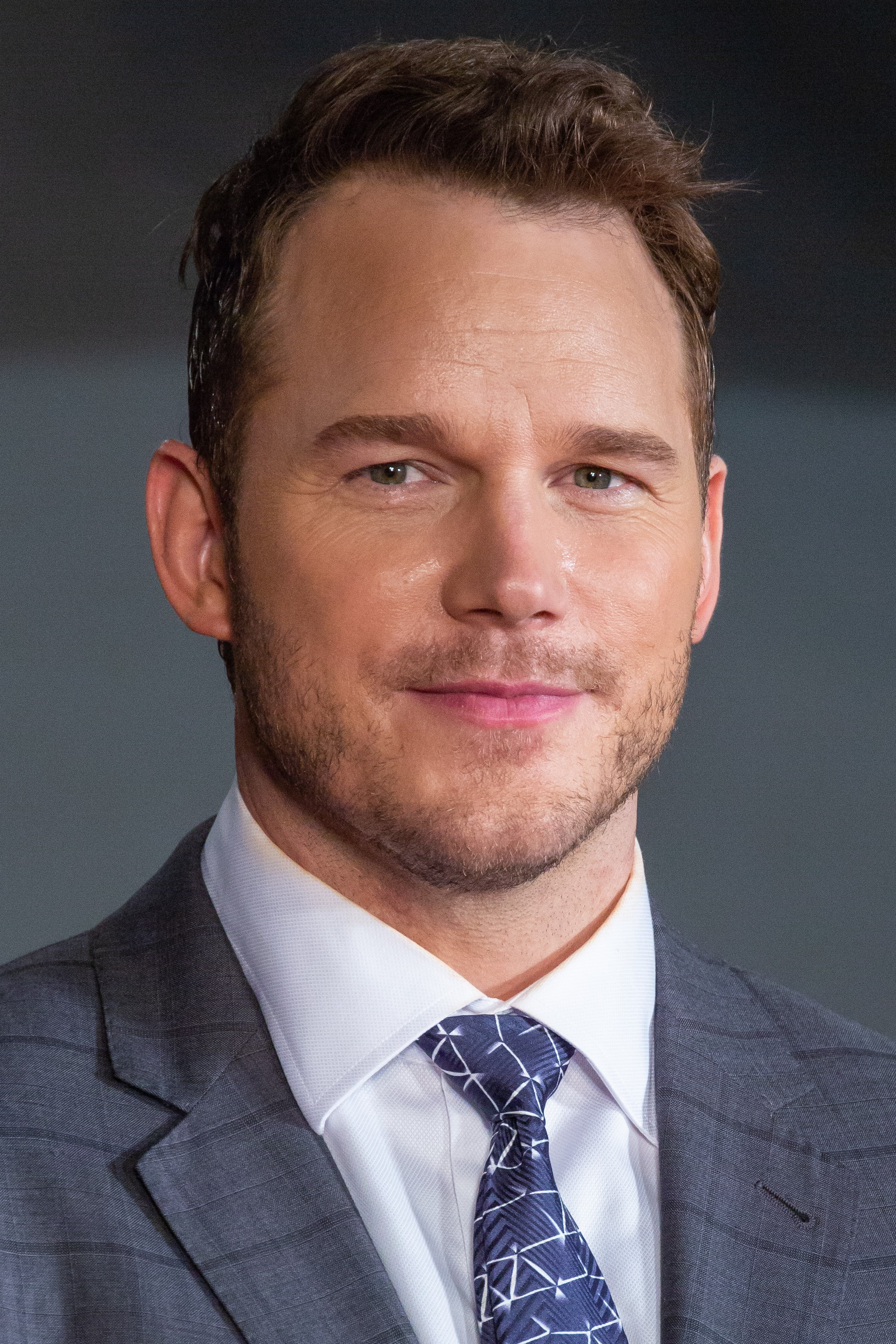
Крис Прэтт
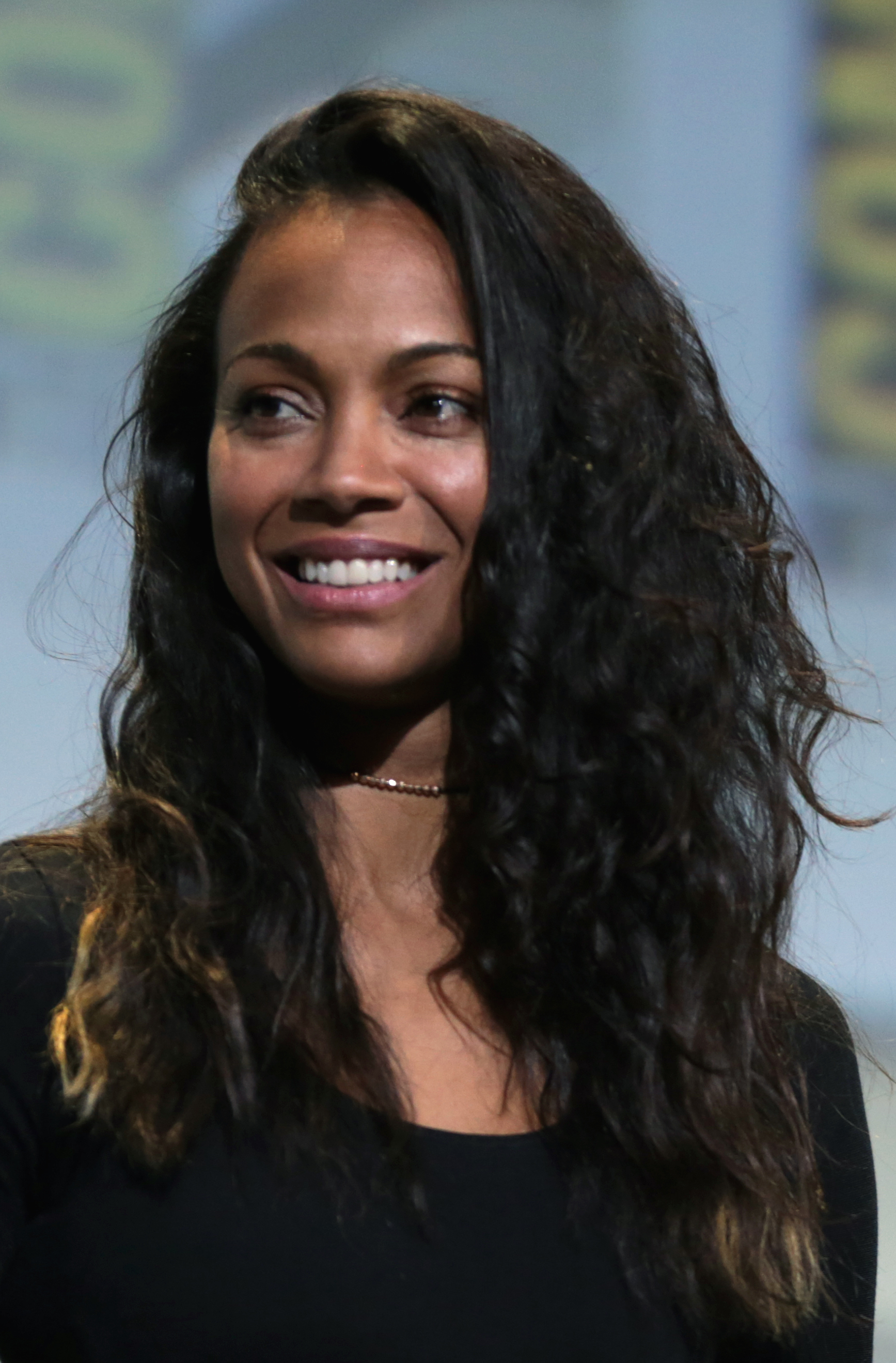
Зои Салдана
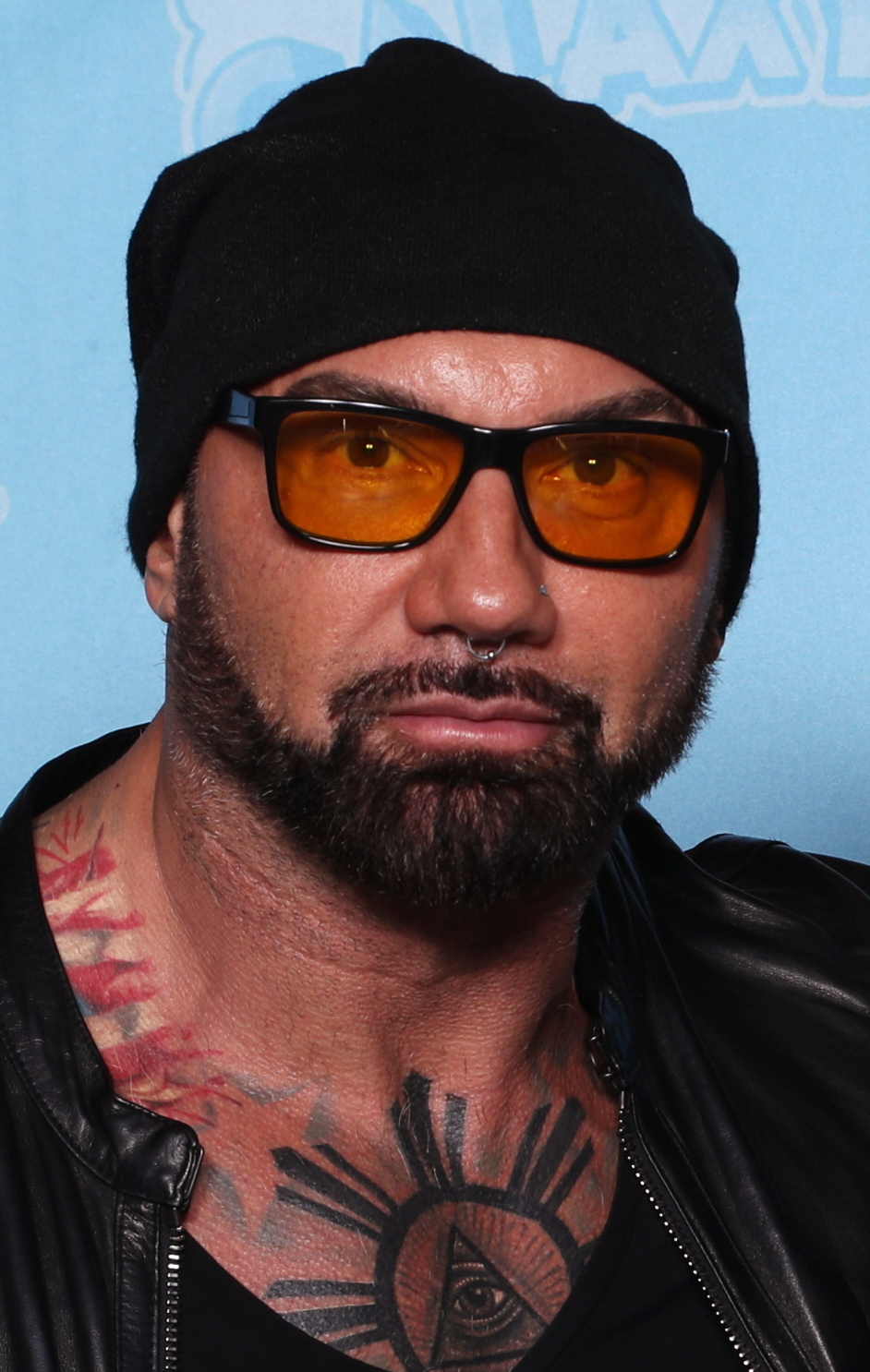
Дэйв Батиста
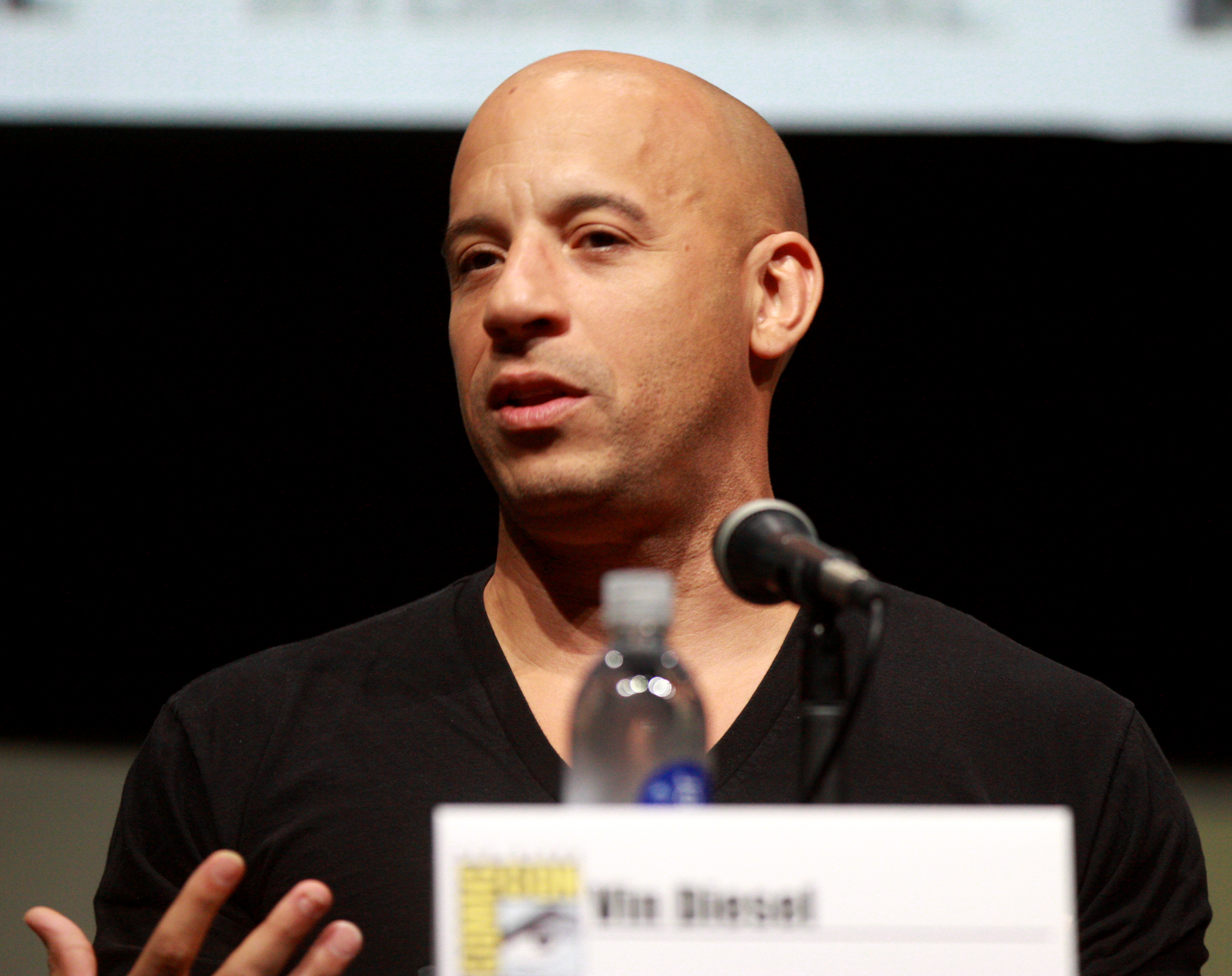
Вин Дизель
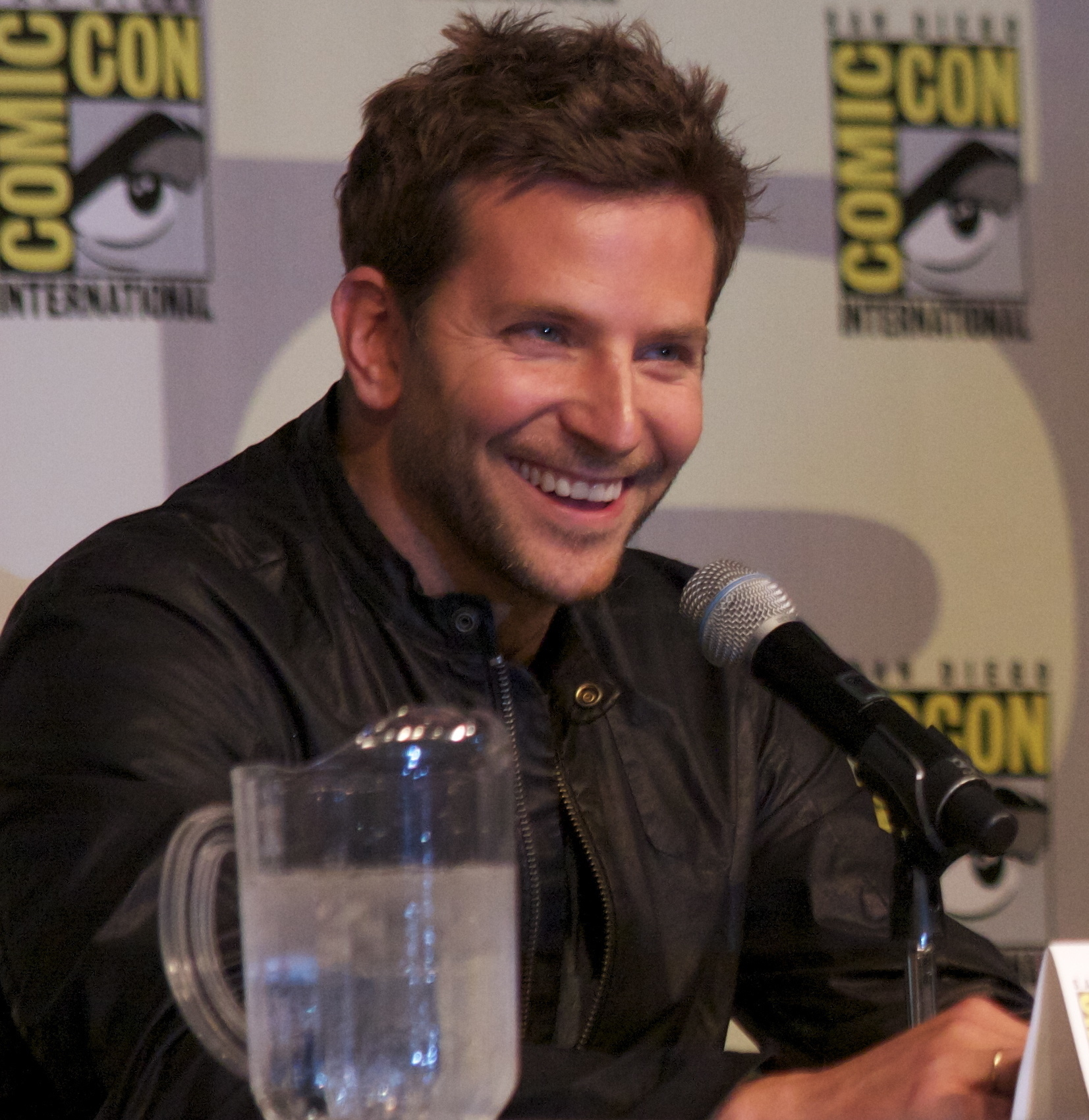
Брэдли Купер

Президент Marvel Studios Кевин Файги впервые упомянул о потенциальном фильме о Стражах Галактики во время San Diego Comic-Con International в 2010 году, сказав, что «есть также и несколько туманных тайтлов, например, „Стражи Галактики“. По-моему, в комиксах их недавно модернизировали в весёлой форме». Файги вновь упомянул об этих планах в 2011 году в сентябрьском выпуске журнала Entertainment Weekly, сказав, что «есть возможность возможность воссоздать большую космическую эпопею, на которую вроде бы намекал „Тор“, в космической стороне» Кинематографической вселенной Marvel (КВМ). Файги добавил, что если фильм и будет запущен в производство, в нём будет представлен актёрский состав, аналогичный «Людям Икс» и «Мстителям».
На San Diego Comic-Con International в 2012 году Файги объявил, что фильм находится в активной разработке, и назначил релиз на 1 августа 2014 года. Он сказал, что в состав команды войдут Звёздный лорд, Дракс, Гамора, Грут и Ракета. Также он показал два концепт-арта, на одном из которых был изображён Ракета, а на другом — вся команда в полном составе.

## Появления в фильмах
Стражи Галактики играют важную роль в Саге Бесконечности КВМ и находятся в центре внимания в нескольких фильмах, первым из которых является одноимённый фильм «Стражи Галактики» (2014), а также его сиквелы «Стражи Галактики. Часть 2» (2017) и «Стражи Галактики. Часть 3» (2023). Стражи также появляются в фильмах «Мстители: Война бесконечности» (2018) и «Мстители: Финал» (2019), основанных на сюжетной арке «Перчатка Бесконечности», и в ленте «Тор: Любовь и гром» (2022), а также в телефильме «Стражи Галактики: Праздничный спецвыпуск» (2022), сюжет которого разворачивается между «Любовью и громом» и «Частью 3».

## Биография команды

### Объединение
В 2014 году член Опустошителей Питер Квилл, также известный как Звёздный Лорд, прибывает на планету Мораг и крадёт Сферу. Когда он забирает артефакт, его окружают Корат Преследователь и солдаты крии, служащие под командованием Ронана Обвинителя, но Квиллу удаётся сбежать с артефактом, в связи с чем лидер Опустошителей Йонду Удонта назначает награду за его поимку.
Квилл пытается продать Сферу на планете Ксандаре, столице Империи Нова. Сферу крадёт Гамора, посланная Ронаном для этой цели приёмная дочь Таноса, вследствие чего завязывается драка, в которую также вмешиваются двое охотников за головами: генетически модифицированный енот Ракета и древообразный гуманоид Грут. Офицеры Корпуса Нова арестовывают всю четвёрку и заключают в тюрьму Килн. На Килне заключённый Дракс Разрушитель пытается убить Гамору за то, что Ронан убил его семью. Квилл убеждает Дракса, что Гамора может помочь ему добраться до Ронана. Гамора признаётся, что предала Ронана и намерена продать сферу своему покупателю. Квилл, Гамора, Ракета, Грут и Дракс устраивают побег из Килна и улетают на корабле Квилла, «Милано».
Квилл и остальные прилетают на Забвение, шахтёрскую колонию, построенную внутри гигантской отрубленной головы Целестиала. Опьяневший Дракс вызывает Ронана, пока остальные знакомятся с покупателем Гаморы — Танелииром Тиваном / Коллекционнером. Тиван вскрывает Сферу. Внутри неё оказывается спрятан Камень Силы, предмет неизмеримой силы, который уничтожает всех, кроме самых могущественных существ, владеющих им. Тиван готовится заплатить героям, но его слуга Карина внезапно хватает Камень. Происходит взрыв, который уничтожает архив Тивана вместе с Кариной. На Забвение прилетает Ронан вместе со своей армией. Дракс сражается с Ронаном, а остальные улетают на капсулах. Приспешники Ронана и приёмная сестра Гаморы Небула преследуют героев. Небула уничтожает капсулу Гаморы, оставляя её парить в космосе. Ронан побеждает Дракса, а его солдаты забирают Сферу. Квилл сообщает Йонду свои координаты и выходит в космос спасать Гамору. Йонду прибывает и забирает пару. Ракета, Дракс и Грут пытаются уничтожить корабль Йонду, чтобы спасти Квилла и Гамору, но Квилл договаривается о перемирии, обещая отдать Сферу Йонду. Группа Квилла соглашается с тем, что битва с Ронаном означает верную смерть, но герои должны помешать ему использовать Камень Силы, чтобы уничтожить галактику.
Опустошители и группа Квилла прибывают на Ксандар и при участии Корпуса Нова противостоят Ронану, вставившему Камень в свой боевой молот, и его флагману «Тёмная Астра». Группа Квилла прорывается внутрь «Тёмной Астры» на «Милано». Ронан уничтожает флот Корпуса Нова силой Камня. Дракс убивает Кората; Гамора побеждает Небулу, причём последняя скрывается; группа героев остаётся в меньшинстве, а Ронан пытается их убить, но Ракета прорывается внутрь «Тёмной Астры» на корабле Опустошителей. «Тёмная Астра» терпит крушение на Ксандаре, а Грут жертвует собой ради спасения героев. Ронан выбирается из обломков и готовится уничтожить Ксандар, но Квилл отвлекает его, позволяя Драксу и Ракете уничтожить боевой молот Ронана. Квилл хватает Камень, сила которой пытается уничтожить его. Гамора, Дракс и Ракета хватаются за руки с Квиллом. Четвёрка использует силу Камня и уничтожает Ронана.
Квилл обманом отдаёт Йонду контейнер, якобы содержащий Камень Силы. Настоящий Камень остаётся под защитой Корпуса Нова. Опустошители покидают Ксандар. Группе Квилла, также известной как Стражи Галактики, снимают все судимости, а Квилл узнаёт, что он наполовину человек, так как его отец принадлежит к древней инопланетной расе. Квилл наконец открывает последний подарок, который он получил от своей матери, кассету с её любимыми песнями. Стражи улетают на отремонтированном «Милано», взяв собой саженец Грута в горшке.

### Противостояние Эго
Стражи защищают дорогостоящие анулаксные батареи от межпространственного монстра Абелиска. Первоначально у них это не получается, поскольку у монстра очень прочная шкура. Квилл и Гамора замечают свежую царапину на шее монстра и понимают, что это их шанс убить Абелиска, и Гамора распарывает монстра. После того, как монстр был побеждён, верховная жрица и правительница расы суверенов Аиша благодарит Стражей и взамен отдаёт им Небулу, пойманную при попытке украсть батареи. Ракета выкрадывает пять анулаксных батарей для себя. Суверены атакуют корабль Стражей с помощью флота беспилотников. Ракета и Квилл пытаются направить корабль к переходу и совершить прыжок в пространстве к ближайшей планете, однако из-за спора героев о том, кто должен пилотировать корабль, они рискуют погибнуть в астероидном поле. Беспилотники поливают корабль огнём и преграждают им путь, однако, внезапно, на помощь Стражам приходит неизвестный, который мощными энергетическими разрядами уничтожает весь флот Суверенов, однако из-за того, что их корабль был сильно повреждён, Стражи совершают аварийную посадку на планете Берхарт. Спасителем команды оказывается отец Питера — Эго. Он, вместе со своей помощницей, Мантис, также высаживается на Берхарте.
Эго раскрывает, что когда-то нанял Йонду, чтобы тот похищал его детей, в том числе и Квилла, за вознаграждение, а затем приглашает сына и остальную команду погостить на его планете. Квилл, Гамора и Дракс принимают это приглашение, а Ракета и Грут остаются чинить корабль и охранять Небулу. На корабле Эго команда поближе знакомится с Мантис и узнаёт о её эмпатических способностях.
Опустошители появляются на Берхарте и пытаются поймать Ракету, и первоначально Ракета успешно отбивается от них при помощи хитроумных ловушек. Однако Йонду при помощи своей волшебной стрелы всё же захватывает его и раскрывает, что это Аиша наняла Опустошителей. Однако капитан не желает преследовать остальных, а решает вместо этого забрать и продать анулаксные батареи. Его лейтенант Шокерфейс поднимает мятеж. Удонта готов подавить мятеж при помощи своей стрелы, однако его гребень, помогающий управлять ею, уничтожает Небула, которую освободил малыш Грут. Тем временем остальные Стражи вместе с Мантис и Эго прилетают на планету последнего, которая оказывается очень красивым и необычным миром. Там Эго объясняет, что он является одним из древнейших и могущественных существ — целестиалом, а сам представляет собой планету, на которой находятся Питер, Гамора и Дракс. Он создал свой человеческий облик, дабы путешествовать по Вселенной и взаимодействовать с другими существами, в том числе и с матерью Квилла.
Между тем Шокерфейс казнит верных бывшему капитану членов команды. Связанный Ракета выставляет его посмешищем. Небула останавливает Шокерфейса и не даёт ему убить Ракету и Йонду и просит корабль. Один из Опустошителей, Краглин, отводит её в ангар, и она улетает, чтобы найти и убить Гамору, которую считает виновной во всех пытках, причинённых ей Таносом. На планете Эго, целестиал объясняет Питеру, что в ядре находится нечто под названием «Светоч», некая сила, которая угаснет, если его человеческое тело не будет периодически возвращаться в этот мир. Квилл начинает учиться управлять силой целестиала, а Мантис и Дракс тем временем обсуждают свои внешности. Опустошители сажают Йонду с Ракетой за решётку, а над Грутом начинают издеваться. Когда все засыпают, малыш Грут приходит к пленникам. Йонду приходит в голову идея прибегнуть к помощи Грута для освобождения из заточения и просит его принести ему новый гребень, содержащийся в комнате капитана. Краглин Обфентери, единственный оставшийся в живых Опустошитель, не примкнувший к мятежу, помогает Груту найти гребень. Начинается расправа над мятежниками. Повреждённый корабль разносит взрывом чудовищной силы, однако непосредственно перед этим Шокерфейс успевает передать координаты Йонду Суверенам. Краглин, Ракета, Грут и Удонта направляются к Эго, по пути переживая последствия множества скачков за раз.
В это время Небула прилетает на планету Эго и пытается убить Гамору, но терпит неудачу. Сёстры достигают непростого союза, когда они обнаруживают пещеры, заполненные останками детей различных рас. Мантис рассказывает им, что это останки детей Эго. Сам целестиал раскрывает Питеру, что жизнь разочаровала его и что он решил превратить все миры в своё подобие. В своих путешествиях он посадил саженцы, которые могут терраформировать всю Вселенную, в тысячах миров, но их можно активировать только объединённой мощью двух целестиалов. С этой целью он оплодотворил бесчисленное множество женщин и нанял Йонду, чтобы забрать детей; все они не смогли использовать силу целестиалов, поэтому Эго всех их убил, а затем нашёл Квилла. Одурманенный силой Эго, Звёздный Лорд сначала готовится помочь своему отцу, однако услышав, что это он намеренно убил его мать, заразив её опухолью, Квилл освобождается от влияния Эго и множество раз стреляет в него. Однако тот восстанавливается и на время принимает облик актёра Дэвида Хассельхоффа, который воплощал для Питера образ идеального отца. После этого целестиал проникает в Квилла потоком энергии с намерением использовать его способности насильно.
Ракета, Йонду, Грут и Краглин прилетают на планету отца Квилла и воссоединяются с остальными Стражами. Они достигают ядра планеты, где находится мозг Эго, однако внезапно на планету прилетают беспилотники Суверенов. Ракета делает бомбу из украденных батарей, которую Грут закладывает в мозг Эго, в то время как Квилл сражается против отца с помощью своей новообретённой силы целестиала, чтобы позволить другим Стражам скрыться. Бомба взрывается, убивая Эго, в результате чего планета распадается. Йонду приносит себя в жертву ради спасения Квилла, который приходит к пониманию того, что истинным отцом для него все это время был Йонду. Помирившись с Гаморой, Небула по-прежнему отправляется в путь, чтобы убить Таноса, несмотря на возражения своей сестры. Стражи устраивают похороны Йонду. Когда прах тела Йонду развеивается в открытом космосе, пространство озаряют многочисленные залпы салюта — дело рук Опустошителей во главе со Стакаром Огордом, прибывших (по зову Ракеты) отдать последние почести своему товарищу.
Спустя некоторое время Грут вырастает и становится внешне и характером похож на человеческого подростка.

### Война бесконечности
Спустя 4 года Стражи реагируют на сигнал бедствия, посланный с корабля асгардцев и спасают Тора, единственного, кто пережил нападение Таноса, и спасают его. Гамора рассказывает Стражам о плане Таноса привнести баланс во вселенную путём геноцида. Бог грома предполагает, что Танос, уже имеющий Камни Силы и Пространства, охотится за Камнем Реальности, который находится во владении Коллекционера на Забвении. Тор, Ракета и Грут отправляются на Нидавеллир, где король гномов Эйтри выковывает Тору боевой топор Громсекиру, способный убить Таноса.
Квилл, Гамора, Дракс и Мантис тем временем отправляются в Забвение, но не успевают помешать Таносу забрать Камень Реальности, и тот похищает Гамору. На «Бенатаре» Стражи получают несколько сообщений от Небулы, которая просит их лететь на Титан, куда Танос направляется вместе с Гаморой.

### Уничтожение
Квилл, Дракс и Мантис прибывают на Титан и проникают на только что приземлившийся корабль. Встречая Тони Старка / Железного человека, Питера Паркера / Человека-паука и Доктора Стивена Стрэнджа и считая, что они работают с Таносом, они вступают в ожесточённую схватку, но позднее понимают, что ошибались, и решают работать вместе. При помощи Камня Времени Стрэндж просматривает возможные варианты событий будущего и говорит всем, что он увидел лишь одну победу Мстителей из 14 000 605 вариантов событий. Группа разрабатывает план по захвату Таноса и снятию Перчатки Бесконечности, используемой для хранения Камней. Танос появляется на планете, встречает Стрэнджа и оправдывает свои намерения необходимостью гарантировать выживание Вселенной, которой угрожает перенаселение. Мстители и Стражи Галактики атакуют Таноса. Вскоре появляется Небула и присоединяется к битве. Мстителям удаётся обездвижить Таноса, но узнав, что Танос убил Гамору, чтобы заполучить Камень Души разъярённый Квилл атакует Таноса, что даёт последнему возможность вырваться. Танос тяжело ранит Старка и готовится добить его, однако Стрэндж отдаёт Камень Времени Таносу в обмен на жизнь Старка. Титан забирает Камень и отправляется на Землю за Камнем Разума, оставляя побеждённых Стражей и Мстителей на планете.
Тор призывает Радужный мост и с его помощью отправляется вместе с Ракетой и Грутом в Ваканду, присоединяясь к уже идущей там битве. Ракета и Грут помогают Мстителям и Дора Миладже в сражении с армией Таноса, а позднее сам Танос прибывает за Камнем Разума и без труда побеждает их. В кульминации битвы за Ваканду Танос собирает все камни и щёлкает пальцами, после чего сбегает. В результате щелчка половина живых существ во вселенной, в том числе Мантис, Дракс, Квилл и Грут, умирают, а выжить удаётся только Небуле и Ракете. Спустя три недели выжившие воссоединяются и оплакивают потерю товарищей. Выследив Таноса, они вместе с Мстителями и Капитаном Марвел отправляются в его Сады, чтобы отомстить. Однако, когда они берут Таноса в плен, они узнают, что тот уничтожил Камни Бесконечности, заставляя их смириться с утратой. Ракета и Небула решают присоединиться к Мстителям, возглавляемым Наташей Романофф, хотя по-прежнему изредка действуют в космосе.

### Битва за Землю и объединение с Тором
Спустя пять лет Мстителям удаётся забрать Камни Бесконечности из прошлого и использовать их для отменного щелчка. Умершие Стражи оказываются воскрешены на Титане, откуда Доктор Стрэндж открывает портал на Землю, чтобы те присоединились к битве с Таносом и его армией. В ходе битвы Квилл встречает Гамору, прибывшую из 2014 года. Квилл пытается воссоединиться с ней, но она не узнаёт его, так как никогда с ним не виделась, и избивает. Позднее присоединяется Небула, которая рассказывает сестре, что у них с Квиллом были романтические отношения. Армия Таноса терпит поражение после того, как Старк при помощи Камней щёлкает пальцами и жертвует собой, а заодно убивает войско. Стражи присутствуют на похоронах Старка, а после улетают вместе с присоединившимся к ним Небулой и Тором. Стражи ведут поиски Гаморы из 2014 года, и спустя время Тору приходится покинуть их после получения сигнала бедствия от Сиф.

## Состав команды
- Действующие члены команды выделены жирным шрифтом.

| Персонаж                    | Актёр (актриса)                                 | Присоединился(-ась) в фильме                      | Комментарии |
| --------------------------- | ----------------------------------------------- | ------------------------------------------------- | --- |
| Первоначальный состав       |                                                 |                                                   | |
| Питер Квилл / Звёздный лорд | Крис Прэтт                                      | «Стражи Галактики» (2014)                         | После победы над Высшим Эволюционером покинул команду и вернулся на Землю к своему деду Джейсону Квиллу.                                                                       |
| Гамора                      | Зои Салдана                                     | «Стражи Галактики» (2014)                         | Убита Таносом. |
| Дракс                       | Дэйв Батиста                                    | «Стражи Галактики» (2014)                         | После победы над Высшим Эволюционером покинул команду и поселился на Забвении вместе с Небулой.                                                                                |
| Грут                        | Вин Дизель                                      | «Стражи Галактики» (2014)                         | |
| 89P13 / Енот Ракета         | Брэдли Купер (голос) Шон Ганн (захват движения) | «Стражи Галактики» (2014)                         | |
| Присоединились позднее      |                                                 |                                                   | |
| Йонду Удонта                | Майкл Рукер                                     | «Стражи Галактики. Часть 2» (2017)                | Объединился со Стражами в борьбе с Эго. Пожертвовал собой, чтобы спасти Квилла.                                                                                                |
| Мантис                      | Пом Клементьефф                                 | «Стражи Галактики. Часть 2» (2017)                | После победы над Высшим Эволюционером покинула команду и отправилась путешествовать вместе с Абилисками.                                                                       |
| Небула                      | Карен Гиллан                                    | «Стражи Галактики. Часть 2» (2017)                | Объединилась со Стражами в борьбе с Эго. Вернулась после победы над Таносом. После победы над Высшим Эволюционером покинула команду и поселилась на Забвении вместе с Драксом. |
| Краглин Обфонтери           | Шон Ганн                                        | «Стражи Галактики. Часть 2» (2017)                | Объединился со Стражами в борьбе с Эго. Вернулся после победы над Таносом. |
| Тор Одинсон                 | Крис Хемсворт                                   | «Мстители: Финал» (2019)                          | Ушли из команды, чтобы противостоять Горру Убийце Богов. |
| Корг                        | Тайка Вайтити                                   | «Тор: Любовь и гром» (2022)                       | Ушли из команды, чтобы противостоять Горру Убийце Богов. |
| Космическая собака Космо    | Мария Бакалова (голос)                          | «Стражи Галактики: Праздничный спецвыпуск» (2022) | |
| Гамора                      | Зои Салдана                                     | «Стражи Галактики. Часть 3» (2023)                | Вариант из 2014 года . Вступила в ряды Опустошителей. Объединилась со Стражами в борьбе против Высшего Эволюционера, затем вернулась к Опустошителям.                          |
| Адам Уорлок                 | Уилл Поултер                                    | «Стражи Галактики. Часть 3» (2023)                | Был послан Высшим Эволюционером похитить Ракету и тяжело его ранил. Несколько раз противостоял Стражам. Затем был спасён Грутом, после чего сам спас Питера Квилла.            |
| Блёрп                       | Ди Брэдли Бейкер (голос)                        | «Стражи Галактики. Часть 3» (2023)                | Питомец одного из Опустошителей. После того, как его бывшего хозяина по ошибке убил Адам Уорлок, привязался к последнему.                                                      |
| Файла                       | Кай Дзен                                        | «Стражи Галактики. Часть 3» (2023)                | Одна из детей, освобождённых Драксом, Мантис и Небулой из плена Высшего Эволюционера.                                                                                          |

## Комментарии
1. 1 2 3 4 5 6 7 8  События фильма «Стражи Галактики. Часть 3» (2023).
2. ↑  События фильма «Мстители: Война бесконечности» (2018).
3. 1 2 3  События фильма «Стражи Галактики. Часть 2» (2017).
4. ↑  События фильма «Мстители: Финал» (2019).
5. ↑  События фильма «Мстители: Финал» (2019).
6. ↑  События фильма «Тор: Любовь и гром» (2022).
7. ↑  События фильма «Мстители: Финал» (2019).